# Eem
Eem (tidligere Amer) er en flod i det centrale Nederlandene med en længe op ca. 18 kilometer.
Floden får vand fra Vallei-kanalen og en række Veluwe-åer, hvoraf de vigtigste er Heiligenberger Beek, Barneveldse Beek og Lunterse Beek, som alle løber sammen i Amersfoort. Floden løber derefter gennem Eem-dalen øst for Soest, Baarn og Eemnes, inden den udmunder i Eemmeer. Eem er ansvarlig for den største del af dræningen af Gelder-dalen. Eems koge er værdifulde naturskønne landskaber.
På grund af jordsænkning som følge af dræning ligger strømmen højere end det omgivende land. Når vandniveauet falder om sommeren, pumpes vand fra Nederrijn til Eem gennem Vallei-kanalen. På grund af landbrugsforurening, der transporteres af Eem mod Eemmeer, er den biologiske rigdom af denne sø mindre end den af de andre søer, der omgiver Flevoland.
Eem har lagt navn til Eem-mellemistiden.
52°16′25″N 5°19′52″Ø / 52.2736°N 5.33111°Ø